# 방글라데시 축구 연맹
방글라데시 축구 연맹(벵골어: বাংলাদেশ ফুটবল ফেডারেশন, 영어: Bangladesh Football Federation, BFF)은 방글라데시의 축구 협회 스포츠를 관리하는 관리 기관이다. 그것은 방글라데시 프리미어리그와 다양한 다른 대회와 토너먼트뿐만 아니라 국가의 남녀 대표팀 운영도 맡고 있다. BFF는 남아시아 축구 연맹의 창립 멤버 중 하나였다. 방글라데시의 수도 다카의 모티힐 타나에 있는 BFF 바반에 기반을 두고 있다.

## 역사
방글라데시 축구 연맹은 1972년 7월 15일 방글라데시의 전 교육, 문화, 스포츠 장관이었던 무함마드 유수프 알리에 의해 설립되었다. 알리의 총서기는 와리 클럽 다카의 아불 하셈이었다.
1973년에는 아시아 축구 연맹(AFC)에, 1976년에는 FIFA에 가입했다. 또한 남아시아 축구 연맹의 창립 멤버이기도 하다. 방글라데시는 1982년~1986년과 1998년~2002년 두 번의 4년 임기 동안 AFC 집행위원회의 일원으로 선출되었다. 하피주딘 아흐메드는 1990-1994년 임기 동안 AFC 부회장으로 선출되었다.
1970년대 초 방글라데시가 독립한 후, BFF는 1948년 시작된 다카 리그를 책임지게 되었다. 1973년 시즌부터 리그가 재개되었지만, 이후 방글라데시 프리미어리그 (2007년 B.리그)와 방글라데시 챔피언십 리그 (2012년)로 대체되었고, 현재는 국내 축구 리그 피라미드의 3부 리그에서만 지역 리그로 존재한다.
1980년, 연맹은 페더레이션 컵을 시작했고, 이 컵은 국내 최고의 국가 컵 대회로 성장했다.
2009년에는 2009년, 2011년 및 2013년에 진행된 슈퍼컵 대회를 시작했다. 2013년 대회 우승 상금은 천만 Tk였다. 첫 대회에서 모함메단 SC는 숙적 아바하니 리미티드 다카를 이겼다.

## 같이 보기
- 아시아 축구 연맹
- 남아시아 축구 연맹
- 방글라데시 축구 국가대표팀
- 방글라데시 여자 축구 국가대표팀
- 방글라데시 슈퍼 리그